# C'est ici que l'on se quitte
Pour plus de détails, voir Fiche technique et Distribution.
C'est ici que l'on se quitte  (This Is Where I Leave You) est une comédie dramatique américaine coproduite et réalisée par Shawn Levy, sortie en 2014.
Le film est inspiré du livre du même nom écrit par Jonathan Tropper, qui a également écrit le scénario.

## Synopsis
À la mort de leur père, quatre enfants, blessés et malmenés par la vie, reviennent dans la maison où ils ont passé leur enfance. Ils se retrouvent donc contraints de cohabiter sous le même toit pendant une semaine, en compagnie de leur mère indiscrète et de leurs conjoints, ex-conjoints et anciens amoureux transis… En affrontant leur passé et en tentant de recoller les morceaux, ces êtres qui s'aiment et se connaissent mieux que personne parviendront peu à peu à renouer des liens, souvent passionnels, et toujours affectueux. Au milieu du chaos, des rires partagés, des peines de cœur et des deuxièmes chances, ils nous embarquent, comme seules les familles savent le faire, dans un périple émotionnel mouvementé qui nous renvoie au meilleur de nous-mêmes.

## Fiche technique
- Titre original :This Is Where I Leave You
- Titre québécois : C'est ici que l'on se quitte
- Titre français : This Is Where I Leave You (C'est ici que je te quitte !)[2]
- Réalisation : Shawn Levy
- Scénario : Jonathan Tropper, d'après son roman C'est ici que l'on se quitte
- Photographie : Terry Stacey
- Direction artistique : Henry Dunn
- Distribution des rôles : Cindy Tolan
- Décors : Ford Wheeler
- Costumes : Susan Lyall
- Montage : Dean Zimmerman
- Musique : Michael Giacchino
- Production : Shawn Levy ; Jeff Levine  et Paula Weinstein (coproductions) ; Jesse Ehrman, Jonathan Tropper et Mary McLaglen (exécutives)
- Sociétés de production : 21 Laps Entertainment ; Spring Creek Productions (coproduction)
- Société de distribution : Warner Bros. Pictures
- Budget : 19,8 millions de dollars[3]
- Format : couleur — son SDDS, Dolby Digital et Datasat
- Pays d'origine :  États-Unis
- Langue originale : anglais
- Genre : comédie dramatique
- Durée : 103 minutes
- Dates de sortie : 
  - Canada : septembre 2014 (Festival international du film de Toronto 2014)
  - États-Unis : 19 septembre 2014
  - France : 1er avril 2015 (sortie en VOD), 27 mai 2015 (sortie en DVD)[4]
- Classification :
  - États-Unis Classification MPAA : R (Restricted)

## Distribution

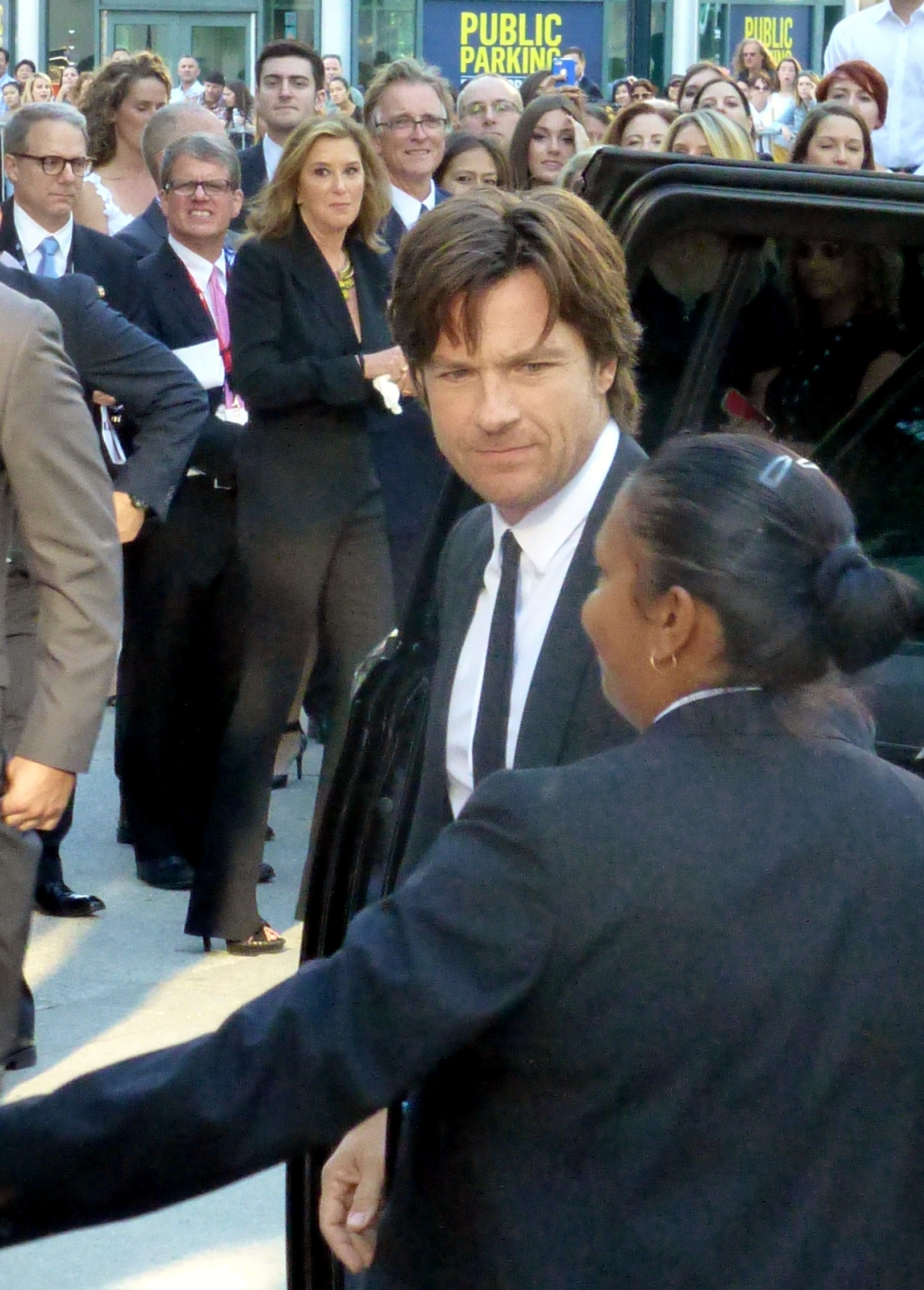
L'acteur Jason Bateman, pour la présentation du film au Festival international du film de Toronto 2014.

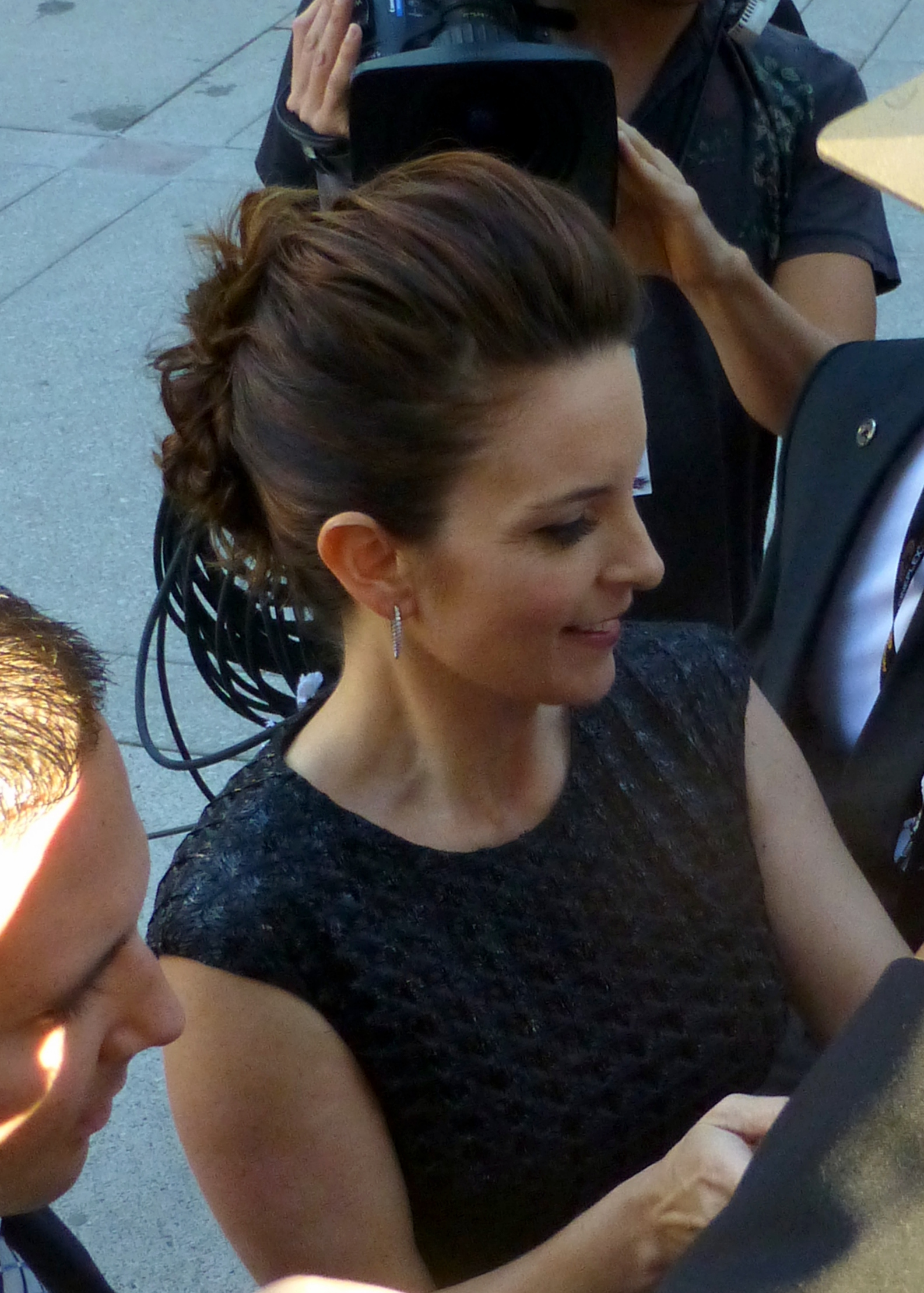
L'actrice principale Tina Fey.

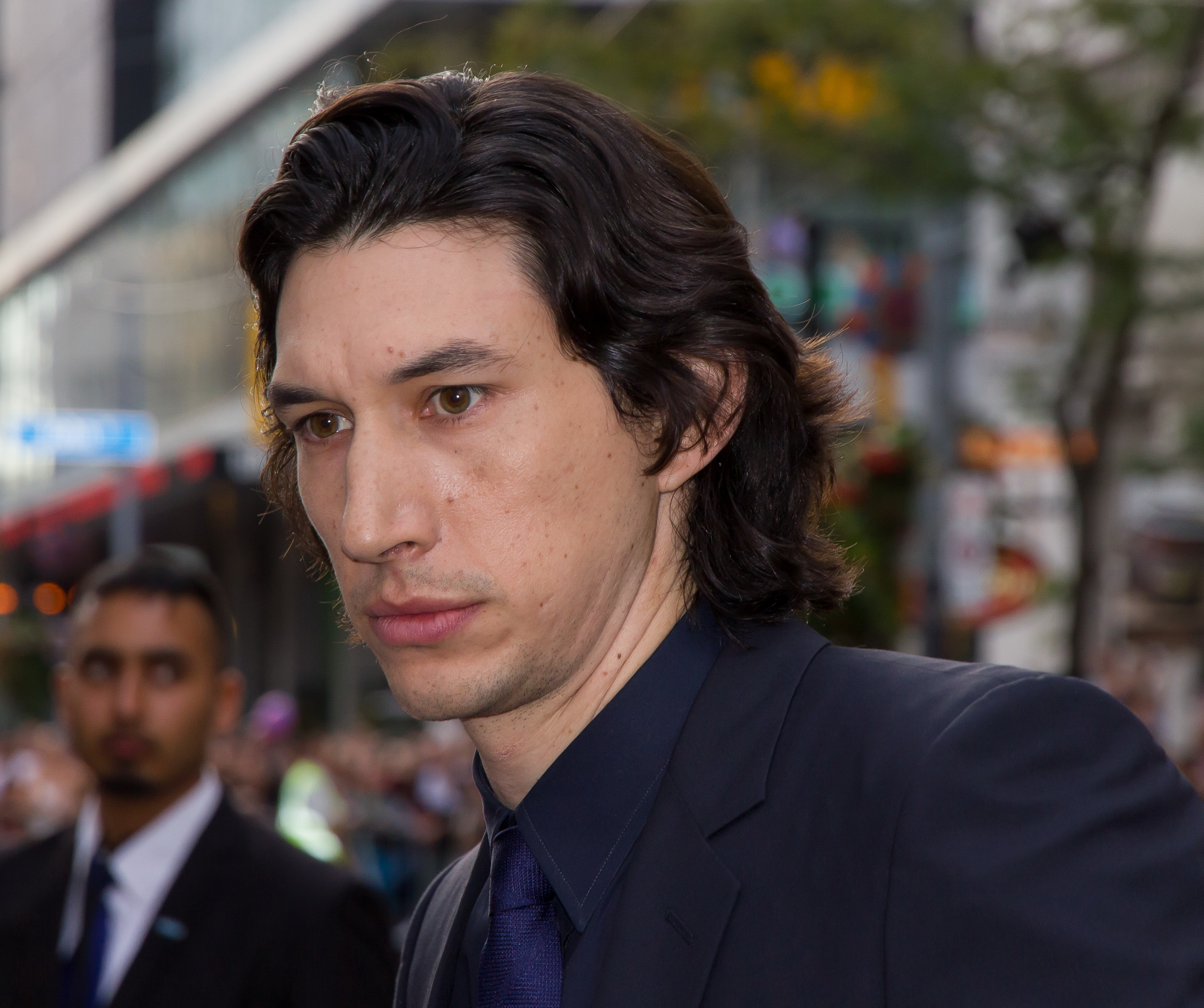
Et la valeur montante Adam Driver, aussi au TIFF 2014.

- Jason Bateman (VF : Bruno Choël) : Judd Altman
- Tina Fey (VF : Stéphanie Lafforgue) : Wendy Altman
- Adam Driver (VF : Raphaël Cohen) : Phillip Altman
- Corey Stoll (VF : Éric Aubrahn) : Paul Altman
- Connie Britton (VF : Rafaèle Moutier) : Tracy Sullivan
- Rose Byrne (VF : Kelly Marot) : Penny Moore
- Jane Fonda (VF : Béatrice Delfe) : Hillary Altman
- Kathryn Hahn (VF : Carole Gioan) : Annie Altman
- Timothy Olyphant (VF : Jean-Pierre Michael) : Horry Callen
- Abigail Spencer (VF : Hélène Bizot) : Quinn Altman
- Ben Schwartz (VF : Nathanel Alimi) : le rabbin Charles « Boner » Grodner
- Cade Lappin (VF : Matt Mouredon) : Cole Altman
- Dax Shepard (VF : Axel Kiener) : Wade Boulounger
- Debra Monk (VF : Sylvie Genty) : Linda Callen

 Source et légende : version française (VF) sur RS Doublage

## Production
Shawn Levy et l'équipe du tournage filment à partir du 13 mai 2013 à New York, précisément au village Munsey Park pour la prise de vues sur la maison et à The Bellmores pour la patinoire dans le conté de Nassau ainsi qu'à la Congregation Kneses Tifereth Israel à Port Chester dans le comté de Westchester utilisée, intérieur comme extérieur, pour la synagogue ,.

## Accueil

### Sorties internationales
Ce film est sélectionné dans la catégorie « Gala Presentations » et projeté au Festival international du film de Toronto en septembre 2014 au Canada, avant de le distribuer dans les salles obscures le 19 septembre 2014 comme aux États-Unis.
En France, il reste cependant inédit jusqu'à la sortie en DVD et Blu-ray dès le 27 mai 2015 sous le titre original ; en revanche, lors de sa diffusion télévisée française, il est rebaptisé en français sous le titre C'est ici que l'on se quitte,.

### Accueil critique
Lors de sa sortie en salles, This Is Where I Leave You obtient un accueil critique mitigé : 42 % des 111 commentaires collectés par le site Rotten Tomatoes sont favorables, pour une moyenne de 5,6⁄10, alors qu'il obtient un score de 44⁄100 sur le site Metacritic, pour 38 critiques.

### Box-office
| Pays ou région | Box-office   | Date d'arrêt du box-office | Nombre de semaines |
| -------------- | ------------ | -------------------------- | ------------------ |
| États-Unis     | 34 296 320 $ | 4 décembre 2014            | 11                 |
| Mondial        | 41 296 320 $ | 25 août 2015               | —                  |

Lors de son premier week-end d'exploitation aux États-Unis, This Is Where I Leave You a rapporté 11 558 149 de dollars de recettes, pour une moyenne de 4 030 dollars par salles (il est distribué dans 2 868 salles), ce qui lui permet d'être en troisième position au box-office. Il conserve la troisième place pour sa première semaine, en ayant engrangé 15 546 751 de dollars de recettes durant cette période, pour une moyenne de 5 421 de dollars. Finalement, le film enregistre un total de 34 296 320 de dollars de recettes après être resté onze semaines dans les salles et 7 millions de dollars de recettes à l'international, portant le total à 41 296 320 de dollars de recettes mondiales , soit une rentabilité de 209 %.

## Distinctions

### Nominations et sélections
- Festival international du film de Toronto 2014 : sélection « Gala Presentations »